# کلاوس لوویتچ
کلاوس لوویتچ (آلمانی: Klaus Löwitsch; ۸ آوریل ۱۹۳۶ – ۳ دسامبر ۲۰۰۲) هنرپیشه اهل آلمان بود.
وی همچنین برندهٔ جوایزی همچون جایزه فیلم آلمان شده‌است.

## فیلم‌شناسی
- عملیات افراطی
- عبور از مرز جهنم
- تاجر چهار فصل
- ازدواج ماریا براون
- صلیب آهنین
- پرونده اودسا
- فایرفاکس
- نومیدی